# Pendulum (zenekar)
A Pendulum zenekar 2002-ben alakult két producer, Rob Swire és Gareth McGrillen kollaborációjából, akikhez egy DJ, Paul 'El Hornet' Harding csatlakozott. Rob Swire irányításával ők hárman alkották meg az első - Hold Your Color - albumot Pendulum néven. Zenéjük sikeressége után Rob Swire valóságos önkiteljesítésbe kezdett, koncertjeiken maga kezdte énekelni számai dalszövegeit, zenekarába gitárosokat és élőben játszó dobost is felvett, következő albumát - In Silico - pedig - leváltva a számítógépeket - szinte száz százalékig instrumentálisan rögzítette, a dalok szövegeit pedig maga énekelte fel. Így alakult ki az a jellegzetes hangzás, mely az elektronika perfekcionista szemléletét ötvözi az erőteljes rockkal, a pop dalírás szabályszerűségeivel - a Tool találkozása Timbalanddel a boncasztalon. A Pendulum hibridkoktél-receptje sikeresnek bizonyult, drum and bass-rock-electronica címkéjükkel körbejárták a világot Amerikától Sanghajig, hol a klasszikus DJ-Setjükkel, hol Live zenekari felállásukban. Magyarországon 2005 és 2008 között eddig csak dj settet adtak elő. A 2008-ban a Sziget fesztiválon léptek volna fel először live felállásban, de mivel a felszerelésük nem érkezett meg egy sajnálatos baleset miatt, ezért a fellépésük elmaradt. 2008. novemberében Magyarországon először Live felállásban léptek fel a MÁV Vasúttörténeti Parkban 4000 ember előtt. A 2009-es Sziget Fesztiválon is felléptek, hatalmas sikert aratva. 2012-ben az együttes úgy döntött, egy ideig nem koncertezik tovább, fő projektjük a Rob Swire és Gareth McGrillen alkotta duó, a Knife Party lett. A Pendulum DJ Set továbbra is aktív Paul 'El Hornet' Harding és MC Verse közreműködésével. Rob Swire twitterén közölte, hogy 2013-ig biztosan nem lesz új album, az együttes további sorsa kérdéses. 2015 nyarán, a V Festival-on az eredeti trió, azaz Rob Swire, Gareth McGrillen és Paul Harding ismét összeállt egy DJ Set erejéig, majd ez év végén bejelentették, hogy visszatérnek egy koncerttel a Miami Ultra Music Festival 2016-ra. 2017-ben pedig ismét koncertsorozatra indult a zenekar Európában, valamint néhány Ázsiai helyszínen. Rob Swire Twitteren többször is utalt arra, miszerint belekezdett a 4. album megírásába, azóta Paul megerősítette a tényt, miszerint: dolgoznak egy új albumon. 2018 januárjában Ben MC Verse bejelentette, hogy elbúcsúzik a zenekartól. 2017 végén Rob Snapchat-jén rakott ki egy ízelítőt egy Witchcraft (Pegboard Nerds Remix)-ről, azóta már kiderült hogy a zenekar egy különleges kiadvánnyal készül a nyárra: Június 29.-én jelenik meg a Pendulum - The Reworks albuma, amely 12 dalt tartalmaz a korábbi Pendulum dalok különböző előadók általi feldolgozásaival, olyanok mint Noisia, Pegboard Nerds, Skrillex. A Noisia remix Single-ként vált elérhetővé 2018. március 16.-án a digitális platformokon.

## Az együttes tagjai

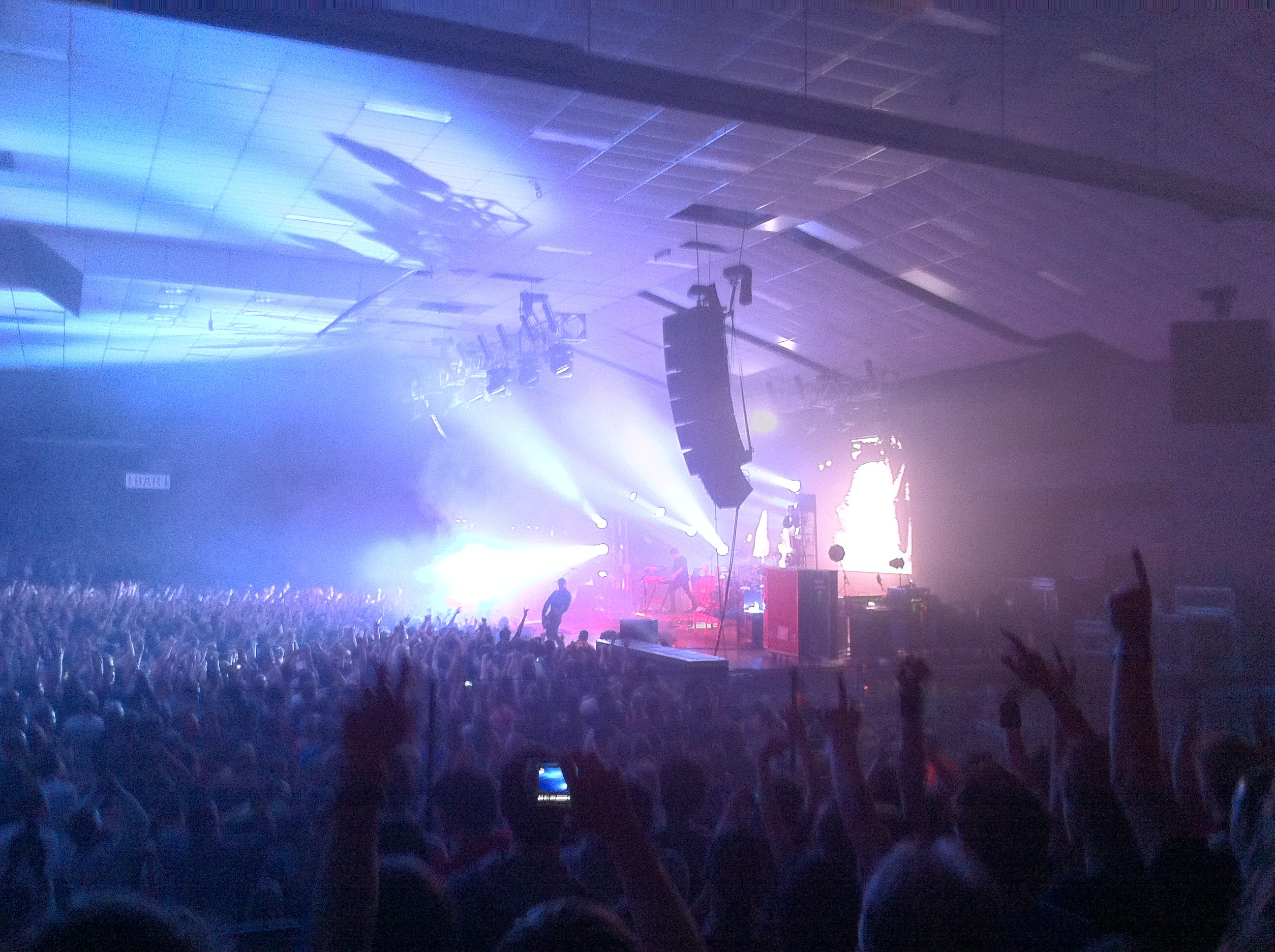
Live, Melbourne 2010

- Rob Swire – ének, billentyű, gitár, producer
- Paul 'El Hornet' Harding – DJ, producer
- Gareth McGrillen – basszusgitár, DJ, producer
- Paul Kodish – dob (2002-2009)
- Kevin Joseph 'KJ' Sawka - dob (2009-)
- Perry ap Gwynedd – gitár

### Élő koncert felállás
- Rob Swire – ének, billentyű (2002-2012) (2016-)
- Paul 'El Hornet' Harding (2002-)
- Gareth McGrillen – basszusgitár (2002-2012), MC (2016-)
- Perry ap Gwynedd – gitár (2002-2012, 2016-)
- Paul Kodish – dob (2002-2009)
- Kevin Joseph 'KJ' Sawka - dob (2009-2012, 2016-)
- Ben Mount – MC (2007-2018)

### DJ Set
- Rob Swire – DJ
- Ben Mount – MC (-2018)
- Gareth McGrillen – DJ, MC
- Paul 'El Hornet' Harding – DJ

## Megjelent albumai

### 2005.:Pendulum - Hold Your Colour
Első kiadás (2005)
1. Prelude – 0:52
2. Slam – 5:44
3. Plasticworld (featuring Fats & TC) – 6:21
4. Fasten Your Seatbelt (featuring Freestylers) – 6:38
5. Through the Loop – 6:13
6. Sounds of Life (featuring Jasmine Yee) – 5:21
7. Girl in the Fire – 4:53
8. Tarantula (featuring Fresh, $pyda & Tenor Fly) – 5:31
9. Out Here – 6:07
10. Hold Your Colour – 5:28
11. The Terminal – 5:42
12. Streamline – 5:23
13. Another Planet – 7:38
14. Still Grey – 7:51

Második kiadás (2007)
1. Blood Sugar – 5:17
2. Axle Grinder – 4:09

### 2008.:Pendulum - In Silico
Eredeti változat
1. Showdown – 5:27
2. Different – 5:51
3. Propane Nightmares – 5:13
4. Visions – 5:36
5. Midnight Runner – 6:55
6. The Other Side – 5:15
7. Mutiny – 5:09
8. 9000 Miles – 6:26
9. Granite – 4:41
10. The Tempest – 7:27

Különleges kiadás #1
1. Propane Nightmares (VIP Remix) – 5:22
2. Propane Nightmares (Celldweller Remix) – 5:34
3. Propane Nightmares Music Video (Edit)
4. Granite Video (Live from the Electric Ballroom)

Különleges kiadás #2
1. Propane Nightmares (VIP Remix) – 5:22
2. Propane Nightmares (Celldweller Remix) – 5:34
3. Propane Nightmares (VST Remix) – 4:48
4. Granite Music Video
5. Propane Nightmares Music Video
6. In Silico Showcase – 5:24

### 2010.:Pendulum - Immersion
Eredeti változat
1. Genesis (Intro) – 1:00
2. Salt In the Wounds – 6:39
3. Watercolour – 5:04
4. Set Me On Fire – 5:02
5. Crush – 4:13
6. Under the Waves – 4:55
7. Immunize (feat. Liam Howlett) – 4:36
8. The Island Part 1 [Dawn] – 5:20
9. The Island Part 2 [Dusk] – 4:09
10. Comprachicos – 2:48
11. The Vulture – 4:03
12. Witchcraft – 4:12
13. Self vs. Self (feat. In Flames) – 4:45
14. The Fountain (feat. Steven Wilson) – 5:00
15. Encoder – 5:23

### 2018.: Pendulum - The Reworks
1. Pendulum – Hold Your Colour (Noisia Remix)
2. Pendulum – Blood Sugar (Knife Party Remix)
3. Pendulum – 9000 Miles (Eelke Kleijn Remix)
4. Pendulum – The Island Pt. 1 (Dawn) (Skrillex Remix)
5. Pendulum – Propane Nightmares (Grabbitz Remix)
6. Pendulum – Crush (Devin Townsend Remix)
7. Pendulum – Tarantula (Icarus  Remix)
8. Pendulum – Witchcraft (Pegboard Nerds Remix)
9. Pendulum – Watercolour (Matrix & Futurebound Remix)
10. Pendulum – The Island Pt. 1 (Dawn) (ANZI Remix)
11. Pendulum – Still Grey (DJ Seinfeld Remix)
12. Pendulum – Streamline (ATTLAS Remix)

## Külső hivatkozások
- Rob Swire és a Pendulum a MySpace-en.